# Skerfebåt
Skerfebåt är en typ av polisbåtar för Sjöpolisen i Sverige. Sjöpolisen i Göteborg har fortfarande (2022) en i tjänst, som går under namnet "Skerfen". Polisbåt 39-9980 var i drift i Stockholm åtminstone hösten 2016,, och överfördes till Sjöpolisen i Göteborg i maj 2021.
Båtarna är ritade av Jan Skerfe och flertalet var byggda på Gotlands varv. De är byggda i  aluminium och är 13 meter långa och 3,65 meter breda. Djupgåendet är 0,75 meter. De framdrivs med  Kamewa FF-375 vattenjet och har två Scania DSI 11 dieselmotorer på 600 hk. Det ger en högsta hastighet på ungefär 40 knop.

## Bildgalleri

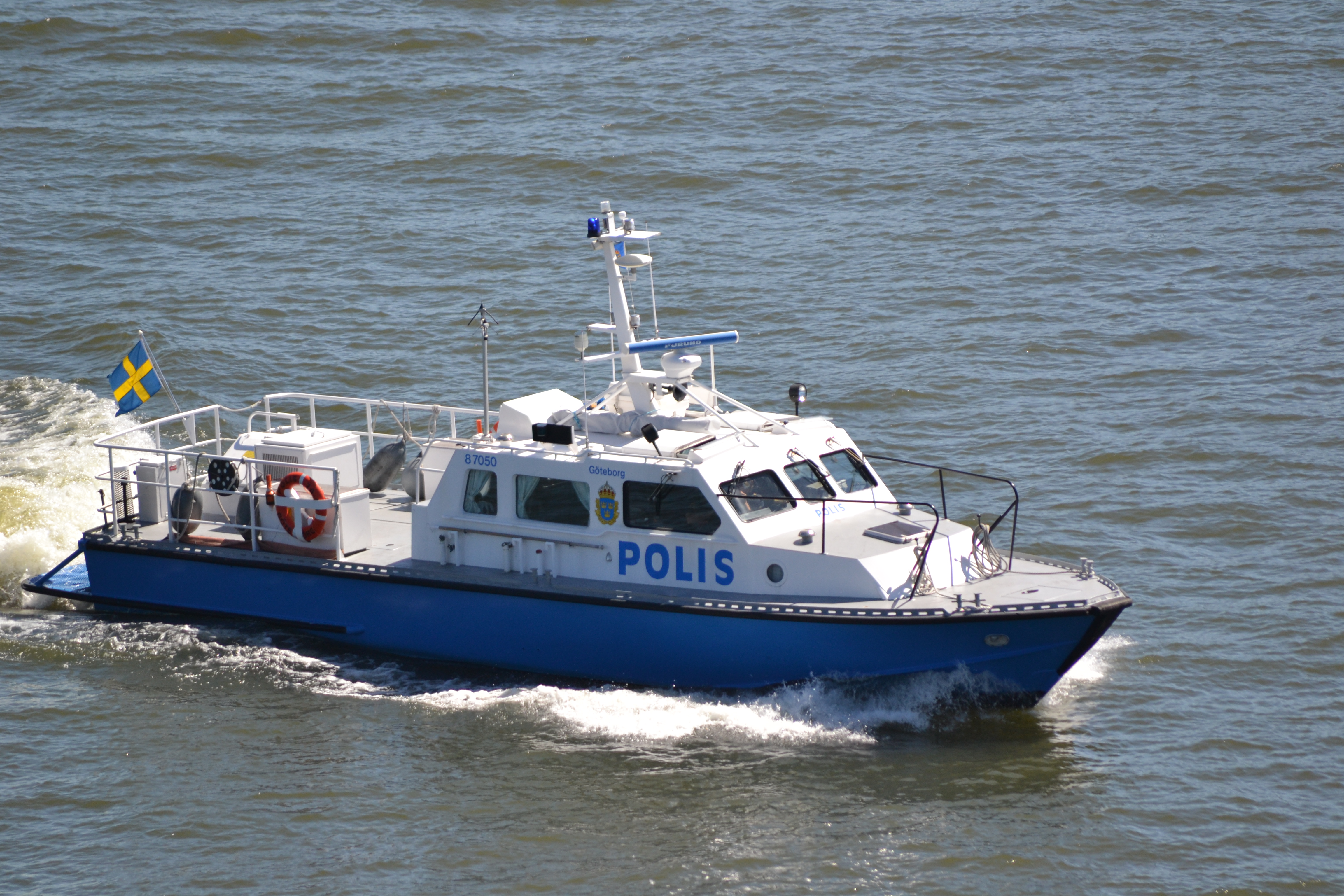
Polisbåt 87050, 59-3710, i Göteborg
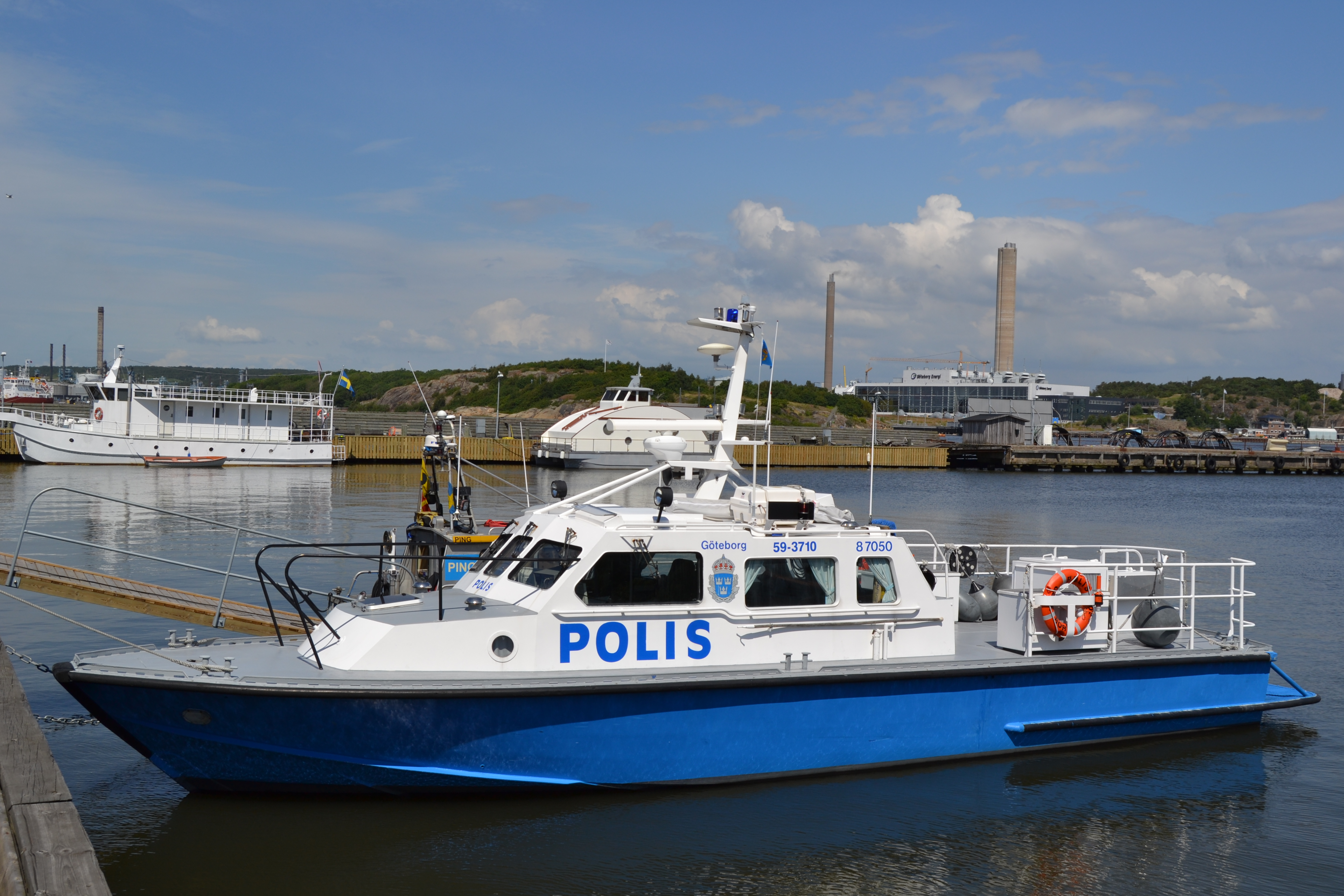
Polisbåt 87050, 59-3710 vid Nya varvet i Göteborg
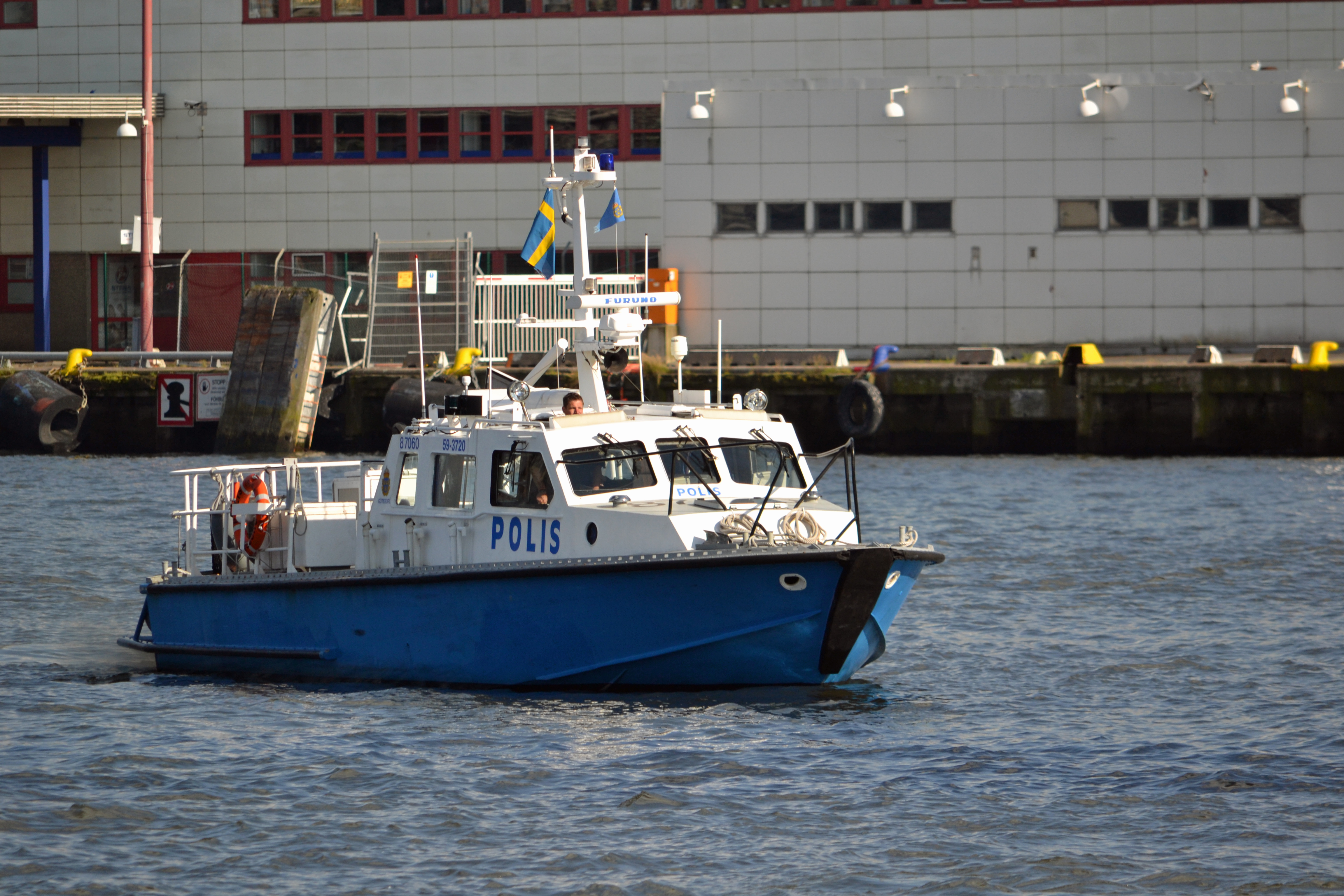
Polisbåt 87060, 59-3720 vid Masthuggskajen i Göteborg
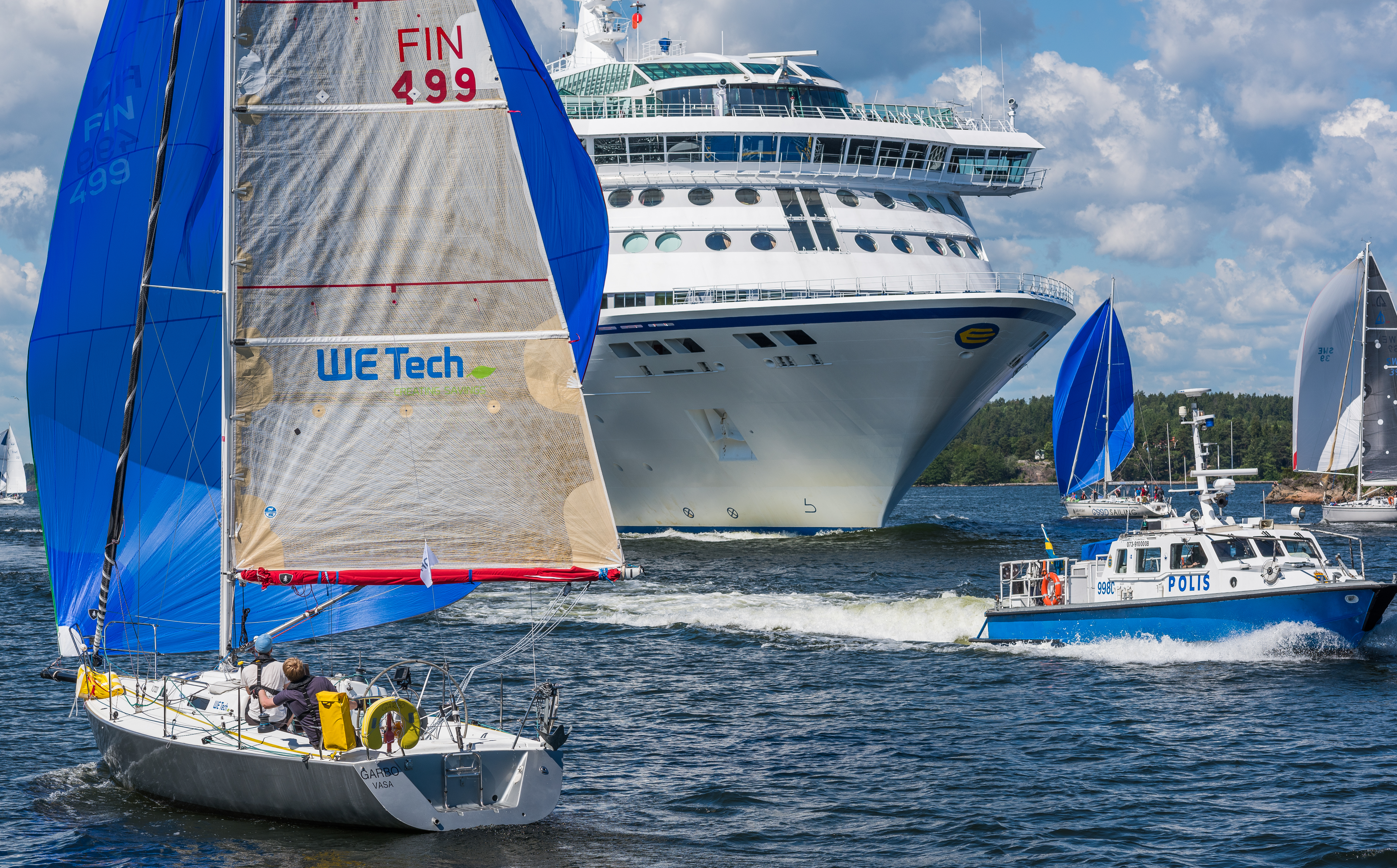
Polisbåt 39-9980, Stockholm
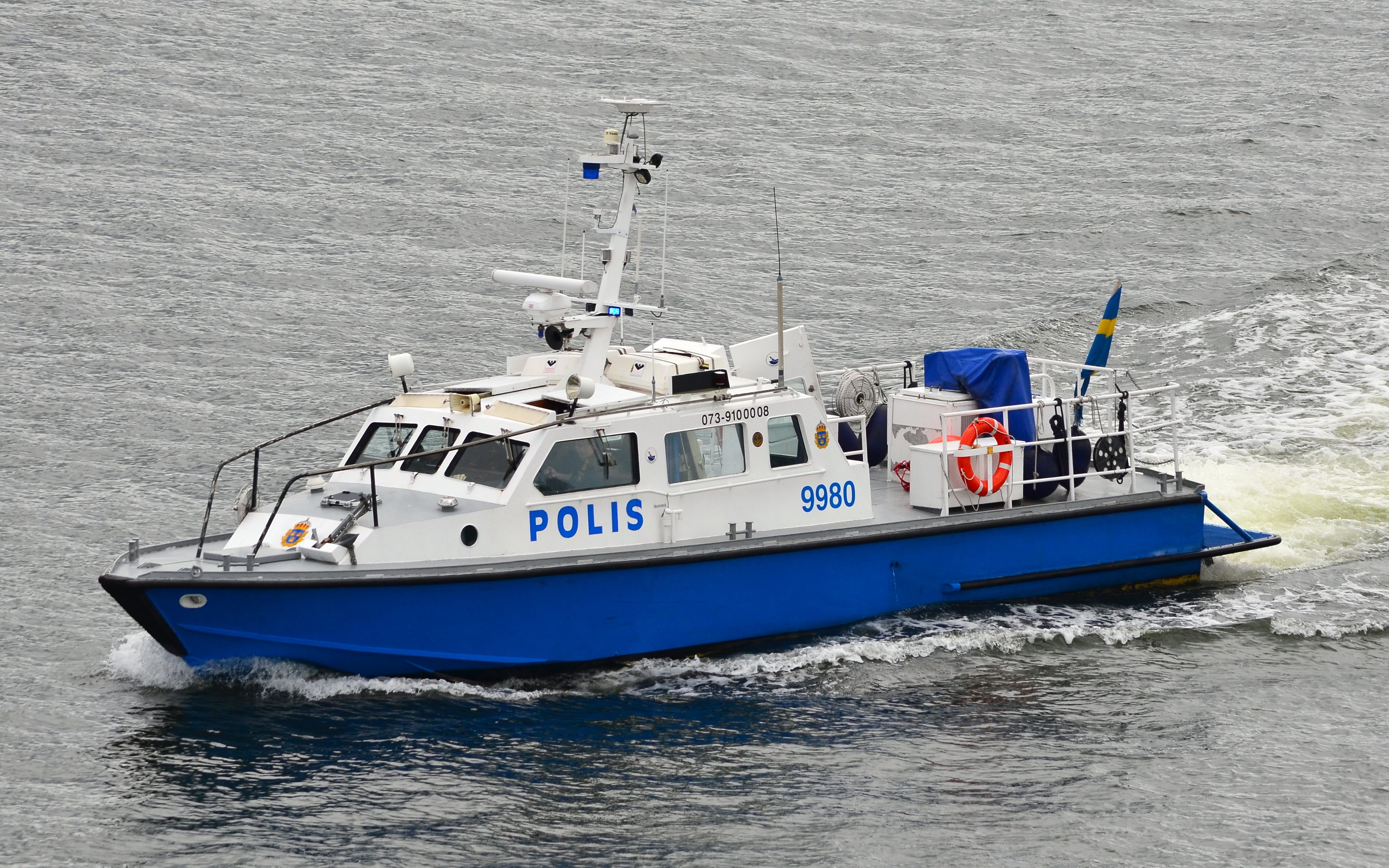
Polisbåt 39-9980